# Metin IV
Metin IV ist eine osttimoresische Aldeia im Suco Bebonuk (Verwaltungsamt Dom Aleixo, Gemeinde Dili). 2015 lebten in der Aldeia 1697 Menschen.

## Lage und Einrichtungen
Metin IV liegt im Westen des Sucos Bebonuk, am Flussbett des Rio Comoro. Der Fluss führt nur in der Regenzeit Wasser. Jenseits des Flusses liegt der Suco Madohi. Im Norden und Osten grenzt Metin IV an die Aldeia Metin I und im Süden an die Aldeia 20 de Setembro.
In Metin IV befindet sich die medizinische Station von Bebonuk.